# Harold Russell
Harold John Russell (ur. 14 stycznia 1914 w North Sydney Kanadzie, zm. 29 stycznia 2002 w Needham) – kanadyjsko-amerykański weteran II wojny światowej, nieprofesjonalny aktor nagrodzony Oscarem. Nagrodę zdobył za rolę w filmie Najlepsze lata naszego życia.
W 1944 roku stracił obie ręce w wyniku wybuchu granatu podczas kręcenia zdjęć do filmu szkoleniowego dla poborowych i  do końca życia nosił protezy.

## Nagrody
- Nagroda Akademii Filmowej 1947: Najlepsze lata naszego życia (Najlepszy Aktor Drugoplanowy; Nagroda Specjalna)
- Złoty Glob 1947: Najlepsze lata naszego życia (Nagroda Specjalna)